# بيري كوشان
بيري كوشان (بالفرنسية: Péri Cochin)‏ وإسمها الحقيقي بريهان الجلبي هي مذيعة فرنسية لبنانية ولدت في يوم 28 مايو 1965 في بيروت، بعد اندلاع الحرب الأهلية اللبنانية هاجرت إلى فرنسا، عاشت في باريس وتزوجت من المعماري الفرنسي "جيوم كوشان" ولها أربعة أولاد منه. في سنة 2001 بدأت بالعمل مع قناة فرنسا 2. أصبحت منتجة أيضاً لبرامج عديدة منها برامج عربية مثل برنامج تاراتاتا وبرنامج حديث البلد وبرنامج آدم وحواء.